# Club Handbol Bordils
El Club Handbol Bordils és un club d'handbol i voleibol català del municipi de Bordils fundat el 1961.
És el tercer millor equip d'handbol de Catalunya, només per darrere del Barça i el Granollers. El primer equip de la secció d'handbol juga a la lliga Primera Estatal,i el segon equip està a Lliga Catalana El 2018 comptava amb 11 equips d'handbol base i 3 de sèniors. Pel que fa a la secció femenina, dedicada al voleibol, es va crear el 1993 i el 2018 tenia set equips de formació i dos seniors, un a la primera divisió.

## Palmarès
- Millor Club Girona és esport (2012-2013)[2]
- La temporada 2015/16, l'equip filial ascendeix a la categoria Primera Nacional sènior, de manera que en la temporada 2016/17, el club compta amb un equip en la segona i tercera divisió de l'handbol espanyol.[3]
- La temporada 2016/17 el tercer equip sènior d'handbol ascendeix a la primera catalana[4]

## Temporades
| Temporada | Categoria   | Grup | Posició | Post-temporada  | Copa                    | TR      | PO     | Copa         | Total   | Ref.          |
| --------- | ----------- | ---- | ------- | --------------- | ----------------------- | ------- | ------ | ------------ | ------- | ------------- |
| 1997–98   | 1a Estatal  | C    | 11      | −               |                         | 8−1−17  |        |              | 8−1−17  | [ 5 ]         |
| 1998–99   | 1a Estatal  | C    | 9       | −               |                         | 11−1−14 |        |              | 11−1−14 | [ 6 ]         |
| 1999–00   | 1a Estatal  | C    | 10      | −               |                         | 9−5−12  |        |              | 9−5−12  | [ 7 ]         |
| 2000–01   | 1a Estatal  | C    | 1       | Promoció ascens |                         | 19−2−5  | 0−0−2  |              | 19−2−7  | [ 8 ]         |
| 2001–02   | 1a Estatal  | C    | 11      | −               |                         | 9−3−14  |        |              | 9−3−14  | [ 9 ]         |
| 2002–03   | 1a Estatal  | C    | 10      | −               |                         | 8−0−18  |        |              | 8−0−18  | [ 10 ]        |
| 2003–04   | 1a Estatal  | C    | 12      | −               |                         | 7−1−18  |        |              | 7−1−18  | [ 11 ]        |
| 2004–05   | 1a Estatal  | C    | 13      | Descens         |                         | 6−3−17  |        |              | 6−3−17  | [ 12 ]        |
| 2005–06   | 1a Catalana |      |         |                 |                         |         |        |              |         |               |
| 2006–07   | 1a Catalana |      |         |                 |                         |         |        |              |         |               |
| 2007–08   | 1a Catalana |      |         |                 |                         |         |        |              |         |               |
| 2008–09   | 1a Catalana |      |         |                 |                         |         |        |              |         |               |
| 2009–10   | 1a Estatal  | C    | 6       | −               | Campió Copa Catalana    | 14−2−10 | −      |              | 14−2−10 | [ 13 ]        |
| 2010–11   | 1a Estatal  | C    | 2       | Promoció ascens |                         | 21−2−3  | 1−1−2  |              | 22−3−5  | [ 14 ]        |
| 2011–12   | 1a Estatal  | C    | 2       | Promoció ascens | Campió Copa Catalana    | 21−1−4  | 1−0−2  |              | 22−1−6  | [ 15 ]        |
| 2012–13   | 1a Estatal  | C    | 2       | Ascens          | Campió Copa Catalana    | 20−0−6  | 2−0−1  | 3−0−0        | 25−0−7  | [ 16 ]        |
| 2013–14   | Honor Plata | −    | 11      | −               | 2R Copa del Rei         | 13−2−15 | −      | 1−0−1        | 18−2−16 | [ 17 ]        |
| 2013–14   | Honor Plata | −    | 11      | −               | Campió Copa Catalana    | 13−2−15 | −      | 4−0−0        | 18−2−16 | [ 17 ]        |
| 2014–15   | Honor Plata | −    | 10      | −               | 2R Copa del Rei         | 11−3−16 | −      | 1−0−1        | 16−3−17 | [ 18 ]        |
| 2014–15   | Honor Plata | −    | 10      | −               | Campió Copa Catalana    | 11−3−16 | −      | 4−0−0        | 16−3−17 | [ 18 ]        |
| 2015–16   | Honor Plata | −    | 8       | −               | 2R Copa del Rei         | 11−4−15 | −      | 1−0−1        | 14−4−17 | [ 19 ]        |
| 2015–16   | Honor Plata | −    | 8       | −               | Subcampió Copa Catalana | 11−4−15 | −      | 2−0−1        | 14−4−17 | [ 19 ]        |
| 2016–17   | Honor Plata | −    | 10      | −               | 1R Copa del Rei         | 11−3−16 | −      | 0−0−1        | 11−3−18 | [ 20 ] [ 21 ] |
| 2016–17   | Honor Plata | −    | 10      | −               | QF Copa Catalana        | 11−3−16 | −      | 0−0−1        | 11−3−18 | [ 20 ] [ 21 ] |
| 2017–18   | Honor Plata | −    | 11      | −               | 2R Copa del Rei         | 11−3−16 | −      | 1−0−1        | 15−3−17 | [ 22 ] [ 23 ] |
| 2017–18   | Honor Plata | −    | 11      | −               | Campió Copa Catalana    | 11−3−16 | −      | 3−0−0        | 15−3−17 | [ 22 ] [ 23 ] |
| 2018–19   | Honor Plata | −    | 10      | −               | 2R Copa del Rei         | 10−5−15 | −      | 1−0−1        | 11−5−17 | [ 24 ] [ 25 ] |
| 2018–19   | Honor Plata | −    | 10      | −               | QF Copa Catalana        | 10−5−15 | −      | 0−0−1        | 11−5−17 | [ 24 ] [ 25 ] |
| 2019–20   | Honor Plata | −    | 12      | −               | 2R Copa del Rei         | 8−2−11  | −      | 1−0−1        | 9−2−12  | [ 26 ]        |
| 2019–20   | Honor Plata | −    | 12      | −               | Copa Catalana           | 8−2−11  | −      | No disputada | 9−2−12  | [ 26 ]        |
| 2020–21   | Honor Plata | A    | 10      | Descens         | Copa del Rei            | 1−5−12  | 5−2−11 | No disputada | 6−7−23  | [ 27 ]        |
| 2020–21   | Honor Plata | A    | 10      | Descens         | Copa Catalana           | 1−5−12  | 5−2−11 | No presentat | 6−7−23  | [ 27 ]        |
| 2021–22   | 1a Estatal  | D    | 8       | −               | Copa Catalana           | 14−1−15 | −      | 1−0−1        | 15−1−16 | [ 28 ]        |
| 2022–23   | 1a Estatal  | D    | 10      | −               | Copa Catalana           | 9−6−15  | −      | 0−0−1        | 9−6−16  | [ 29 ]        |
| 2023–24   | 1a Estatal  | D    | 8       | −               |                         | 15−1−14 | −      |              | 15−1−14 | [ 30 ]        |
| Temporada | Categoria   | Grup | Posició | Post-temporada  | Copa                    | TR      | PO     | Copa         | Total   | Ref.          |